# Pierre Lebovics
Pierre Lebovics, né le 6 mars 1951, est un ancien diplomate et professeur agrégé de russe français.
Enseignant entre 1973 et 1986 il a été détaché au sein du Ministère des Armées en 1986 et 1991.
Il a commencé sa carrière diplomatique dans le corps des conseillers des affaires étrangères en 2000.
Il a été de 2010 à 2014 l'ambassadeur de la France à Achgabat au Turkménistan.
Auparavant, il a notamment été consul général de France à La Nouvelle-Orléans au moment où la Louisiane fut frappée par l'ouragan Katrina et sous-directeur pour la coopération universitaire et scientifique du Ministère des Affaires Etrangères.